# Вольная борьба на летних Олимпийских играх 1932 — до 56 кг
Соревнования по вольной борьбе в рамках Олимпийских игр 1932 года в легчайшем весе (до 56 килограммов) прошли в Лос-Анджелесе с 1 по 3 августа 1932 года в Grand Olympic Auditorium.
Турнир проводился по системе с начислением штрафных баллов. За чистую победу штрафные баллы не начислялись, за победу по очкам борец получал один штрафной балл, за поражение — три штрафных балла. Борец, набравший пять штрафных баллов, из турнира выбывал. Тот круг, в котором число оставшихся борцов становилось меньше или равно количеству призовых мест, объявлялся финальным, и борцы, вышедшие в финал, проводили встречи между собой. В случае, если они уже встречались в предварительных встречах, такие результаты зачитывались. Схватка по регламенту турнира продолжалась 15 минут.
В легчайшем весе боролись 8 участников. К финалу на первом месте шёл финский борец Аатос Яскари (1 штрафной балл). Вместе с ним в финал вышли венгр Эдён Зомбори (4 балла) и американец Боб Пирс (3 балла). Они уже выяснили отношения между собой в первом круге, где победил Пирс, таким образом финал состоял из схваток этих борцов с Яскари. Отлично выступавший до финала Яскари уступил по очкам в обеих встречах и остался третьим, чемпионом стал Пирс, второе место занял Зомбори.

## Призовые места
- Боб Пирс
- Эдён Зомбори
- Аатос Яскари

## Первый круг
| Штрафных баллов | Участник 1          | Результат   | Участник 2    | Штрафных баллов |
| --------------- | ------------------- | ----------- | ------------- | --------------- |
| 1               | Боб Пирс            | По очкам    | Эдён Зомбори  | 3               |
| 1               | Жюльен Депуйшаффрай | По очкам    | Брор Вингрен  | 3               |
| 0               | Аатос Яскари        | Туше (7:14) | Джо Рейд      | 3               |
| 0               | Георгиос Зервинис   | Туше (0:41) | Джим Трифунов | 3               |

## Второй круг
| Штрафных баллов | Участник 1   | Результат    | Участник 2          | Штрафных баллов |
| --------------- | ------------ | ------------ | ------------------- | --------------- |
| 2               | Боб Пирс     | По очкам     | Жюльен Депуйшаффрай | 4               |
| 3               | Эдён Зомбори | Туше (13:20) | Брор Вингрен        | 6               |
| 4               | Джо Рейд     | По очкам     | Георгиос Зервинис   | 3               |
| 0               | Аатос Яскари | Туше (7:24)  | Джим Трифунов       | 6               |

## Третий круг
| Штрафных баллов | Участник 1   | Результат | Участник 2          | Штрафных баллов |
| --------------- | ------------ | --------- | ------------------- | --------------- |
| 3               | Боб Пирс     | По очкам  | Джо Рейд            | 7               |
| 4               | Эдён Зомбори | По очкам  | Жюльен Депуйшаффрай | 7               |
| 1               | Аатос Яскари | По очкам  | Георгиос Зервинис   | 6               |

## Финал
| Штрафных баллов | Участник 1   | Результат | Участник 2   | Штрафных баллов |
| --------------- | ------------ | --------- | ------------ | --------------- |
|                 | Боб Пирс     | По очкам  | Аатос Яскари |                 |
|                 | Эдён Зомбори | По очкам  | Аатос Яскари |                 |